# Charles Delestraint
Pour les articles homonymes, voir Vidal.
Charles Delestraint (surnommé Vidal), né le 12 mars 1879 à Biache-Saint-Vaast dans le Pas-de-Calais et mort le 19 avril 1945 à Dachau en Allemagne, est un général français, héros de la Résistance, premier chef de l'Armée secrète, compagnon de la Libération.

## Biographie

### Jeunesse
Après des études secondaires, chez les pères maristes, à Lille, Charles Delestraint, fils de comptable, entre à l'École spéciale militaire de Saint-Cyr en 1897, promotion Bourbaki (1897-1899).

### Première Guerre mondiale
Le 1er octobre 1900, il est nommé sous-lieutenant au 16e bataillon de chasseurs à pied, où il reste pendant treize ans. Capitaine en décembre 1913, il est admis à l'École de guerre en mars 1914. Le capitaine Delestraint s'illustre en août 1914 dans une mission spéciale près de Haybes dans les Ardennes, à la frontière belge, où il permet la liaison des IVe Armée et Ve Armée. Il est fait prisonnier le 30 août 1914 lors de l'attaque de Chesnois-Auboncourt et ne sera libéré qu'en novembre 1918.
Régulièrement promu de 1918 à 1936 jusqu'au grade de colonel, il commande la 3e brigade de chars au Quartier Lizé à Montigny-lès-Metz et compte le lieutenant-colonel, puis colonel, Charles de Gaulle parmi ses subordonnés, qui commande le 507e régiment de chars de combat. Les deux hommes ont hérité du général Jean-Baptiste Eugène Estienne la même vision novatrice de l'utilisation des blindés dans la stratégie moderne. Le 23 décembre 1936, Charles Delestraint est général de brigade à Metz. Ayant atteint la limite d'âge en mars 1939, il est alors général de division.

### Seconde Guerre mondiale
Le général Delestraint est rappelé dans le cadre d'active le 1er septembre 1939 lors de la mobilisation générale. Il commande, alors en tant que général de division élevé à la dignité de général de corps d'armée (en mai 1940), les chars de combat de la VIIe Armée puis, à compter du 2 juin 1940, le 1er groupement cuirassé, qui coordonne les attaques sur la poche d'Abbeville puis couvre le retrait des deux armées.

#### Résistance
Tout au long de la retraite, après avoir mené des combats jusqu'à Valençay, le général Delestraint refuse la défaite et l'armistice et entre dès juillet 1940 en résistance en manifestant ses convictions. Il fait ses adieux à ses soldats au camp de Caylus, en Tarn-et-Garonne et se replie à Bourg-en-Bresse, où il est mis au cadre de réserve. En août 1942, après avis d'Henri Frenay, et sur proposition de Jean Moulin, le général de Gaulle le choisit pour organiser et commander l'Armée secrète, qui doit regrouper différents mouvements de la Résistance en zone Sud : Combat, Libération-Sud et Franc-Tireur. Delestraint accepte les ordres de son ancien subordonné, prend le pseudonyme de « Vidal » et travaille en coordination avec Jean Moulin pour élargir la structure à la zone Nord. Il avait comme secrétaire pendant cette période François-Yves Guillin, comme chef du 2e bureau de son état-major Joseph Gastaldo, dont l'adjoint est André Lassagne. Malgré les pièges tendus, Vidal organisera, structurera et commandera l'Armée secrète jusqu'à son arrestation.

#### Arrestation et déportation
À la suite d'énormes « imprudences » commises par les chefs et agents des réseaux concurrents qui ne souhaitaient pas l'hégémonie gaullienne sur la résistance armée,, le général est arrêté par un agent de l'Abwehr de Dijon au métro La Muette (16e arrondissement de Paris), le 9 juin 1943, douze jours avant l'arrestation de Jean Moulin, alors qu'il a rendez-vous avec plusieurs responsables dont René Hardy et Joseph Gastaldo. Le général Delestraint est arrêté par Moog et Multon. Or, les mêmes Moog et Multon avaient arrêté René Hardy dans le train de Paris dans la nuit du 7 au 8. Il est avéré que René Hardy n'était pas au courant du rendez-vous de Delestraint que  Jean Multon avait appris en relevant une boîte aux lettres d'Henri Aubry. Lucien Iltis et Lydie Bastien seraient à l'origine des arrestations de Charles Delestraint et de Jean Moulin en 1943[réf. nécessaire].
Après plus de 50 heures d'interrogatoire ininterrompu, le général Delestraint est placé en détention à la maison d'arrêt de Fresnes en juillet 1943 puis déporté, en application du décret Nacht und Nebel, au camp de concentration de Natzweiler-Struthof en Alsace.
Il est transféré au camp de Dachau en septembre 1944. Vers la mi-avril 1945, le curé Élie Lavigne répare la culotte décousue du général Delestraint emprisonné avec Mgr Gabriel Piguet, évêque de Clermont-Ferrand. Les trois hommes discutent, puis le général donne à Élie Lavigne une glace, un tricot, un peigne et surtout un morceau de papier hygiénique faisant office de lettre. Ce message demande à Edmond Michelet de prendre la suite de la direction de la Résistance à Dachau.
Il aurait été abattu, sur ordre, d'une balle dans la nuque le 19 avril 1945, quelques jours avant l'arrivée des Alliés. Son corps est incinéré au crématoire du camp.
Charles Delestraint est fait compagnon de la Libération en 1945.

## Hommages et distinctions

### Décorations
- Commandeur de la Légion d'honneur[Quand ?] ; chevalier du 14 juin 1919[9]
- Compagnon de la Libération à titre posthume par décret du 17 novembre 1945[4]
- Croix de guerre 1914-1918, palme de bronze (14 juin 1919)[9] et une étoile[10]
- Croix de guerre 1939-1945, palme de bronze[10]
- Médaille interalliée de la Victoire (1er décembre 1919)[9]
- Médaille commémorative de la guerre 1914-1918[10]
- Croix de guerre 1914-1918 (Belgique) (8 décembre 1919)[9]

### Hommage de la nation
Son nom est gravé au Panthéon de Paris le 10 novembre 1989, en hommage de la Nation française.

### Hommages toponymiques posthumes
Son nom est attribué à de nombreuses voies dans toute la France, notamment la rue du Général-Delestraint dans le 16e arrondissement de Paris.
La 175e promotion de l'École spéciale militaire de Saint-Cyr (1988-1991) a également choisi comme nom de baptême celui de promotion Général Delestraint.

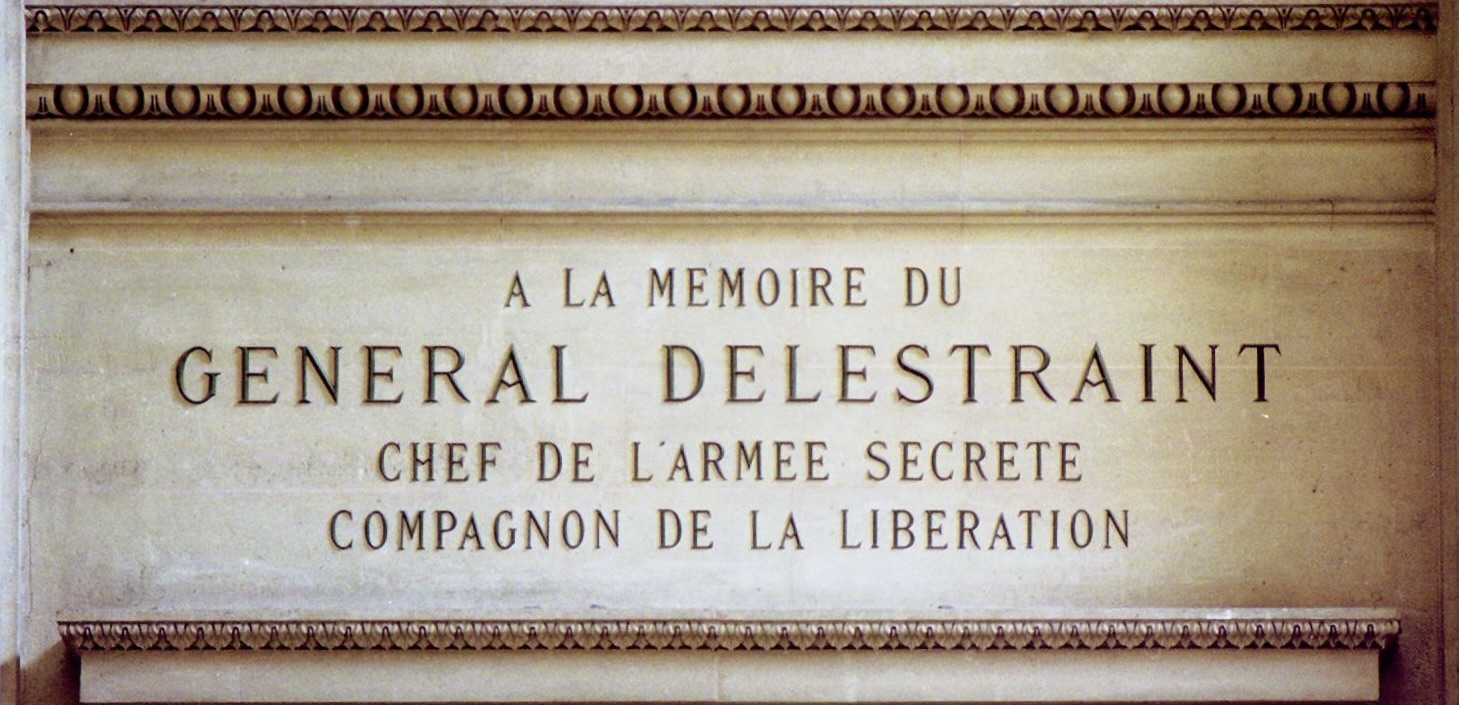
Inscription sur les murs du Panthéon de Paris.
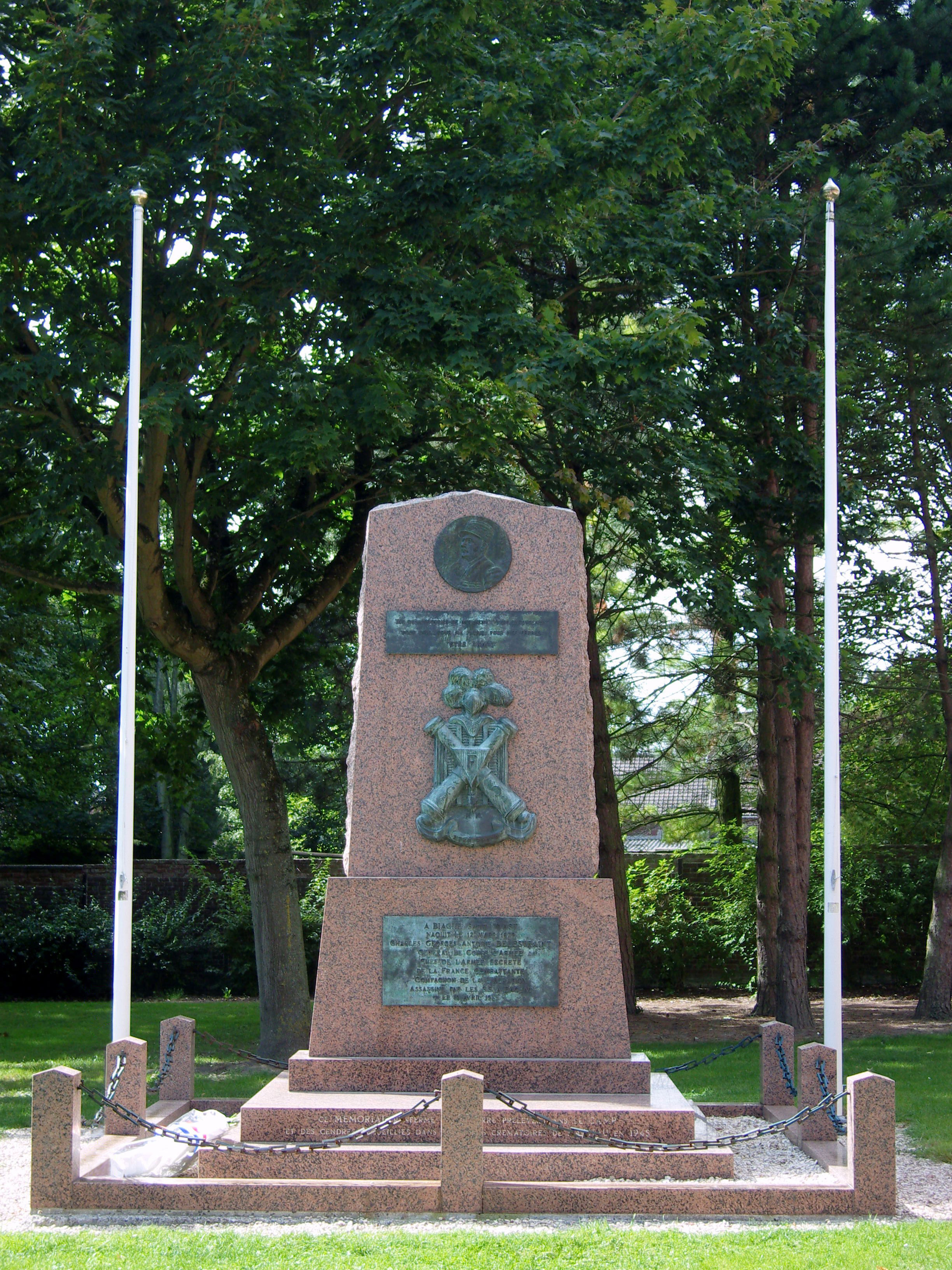
Stèle en hommage à Charles Delestraint à Biache-Saint-Vaast.
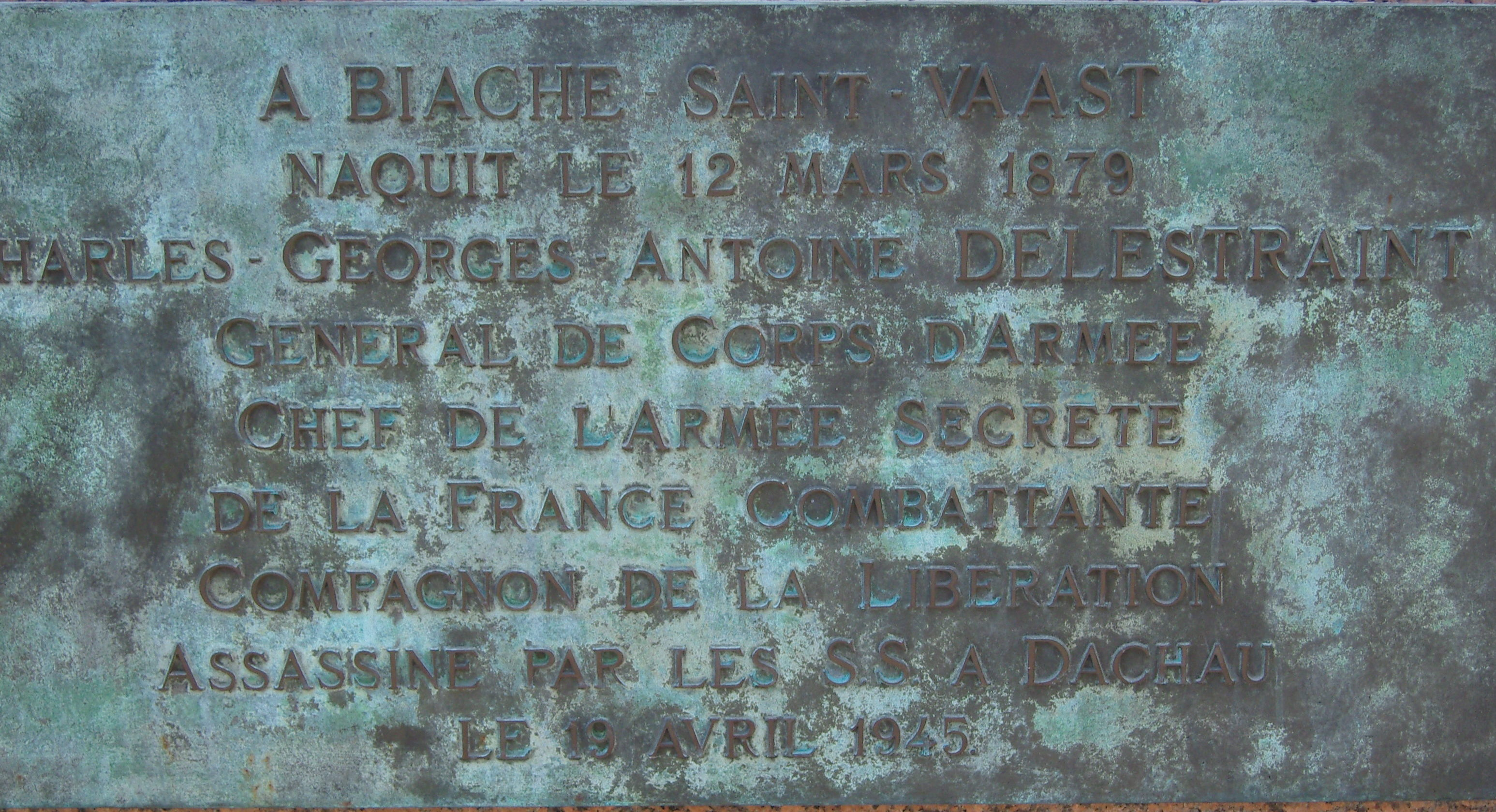
Détail du monument précédent.
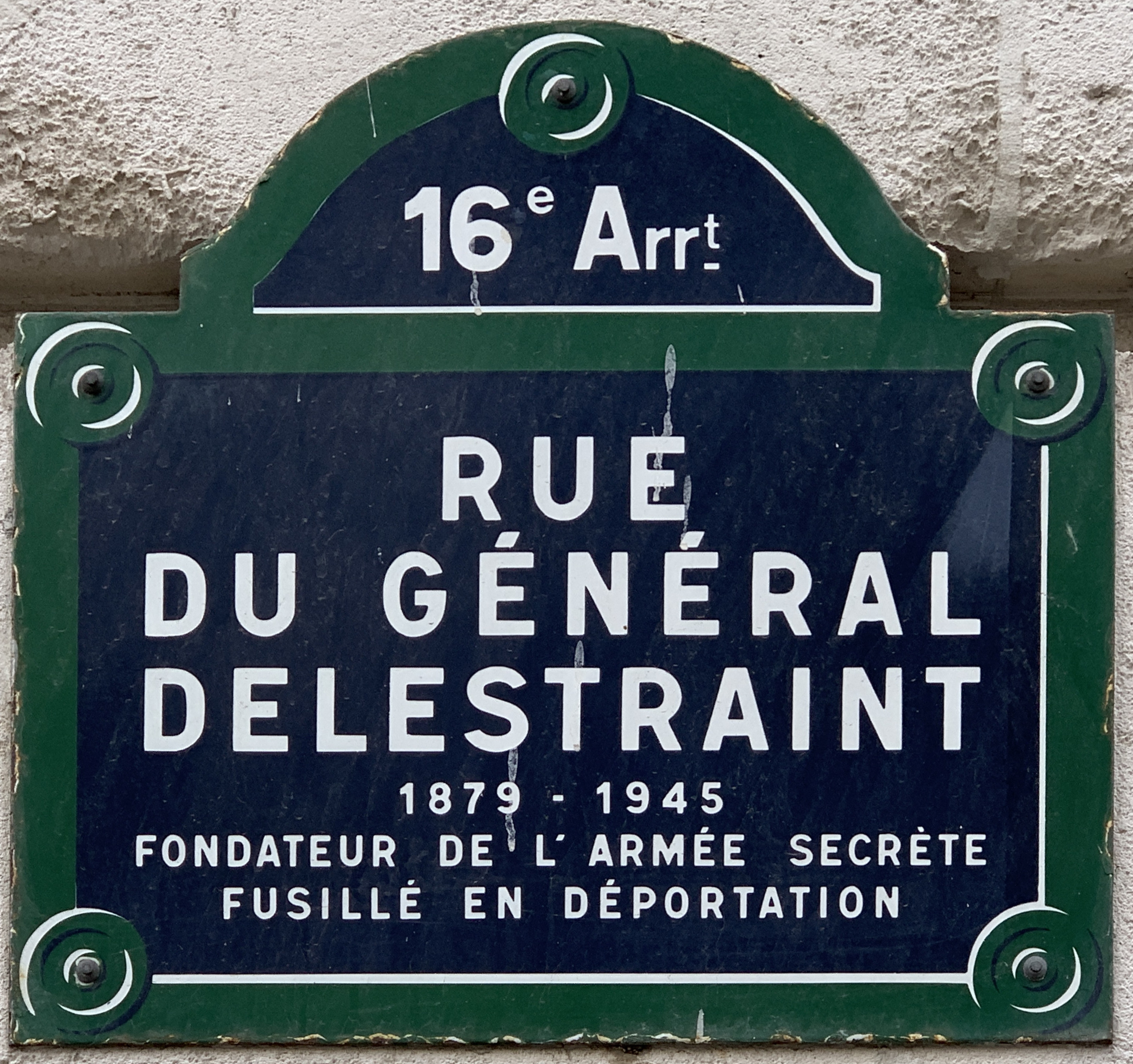
Plaque de la rue du Général-Delestraint (Paris).
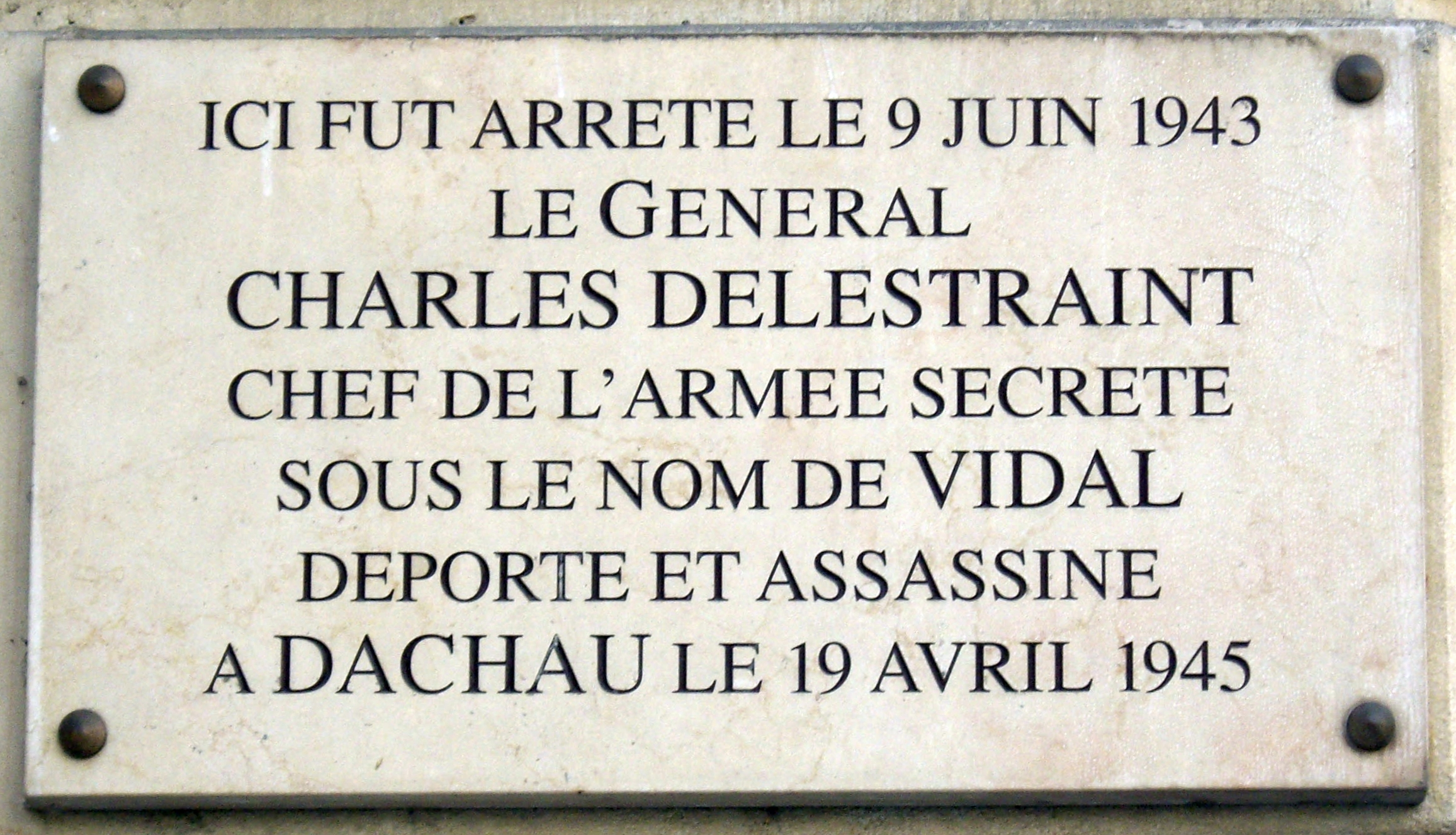
Plaque au no 11 chaussée de la Muette (Paris).
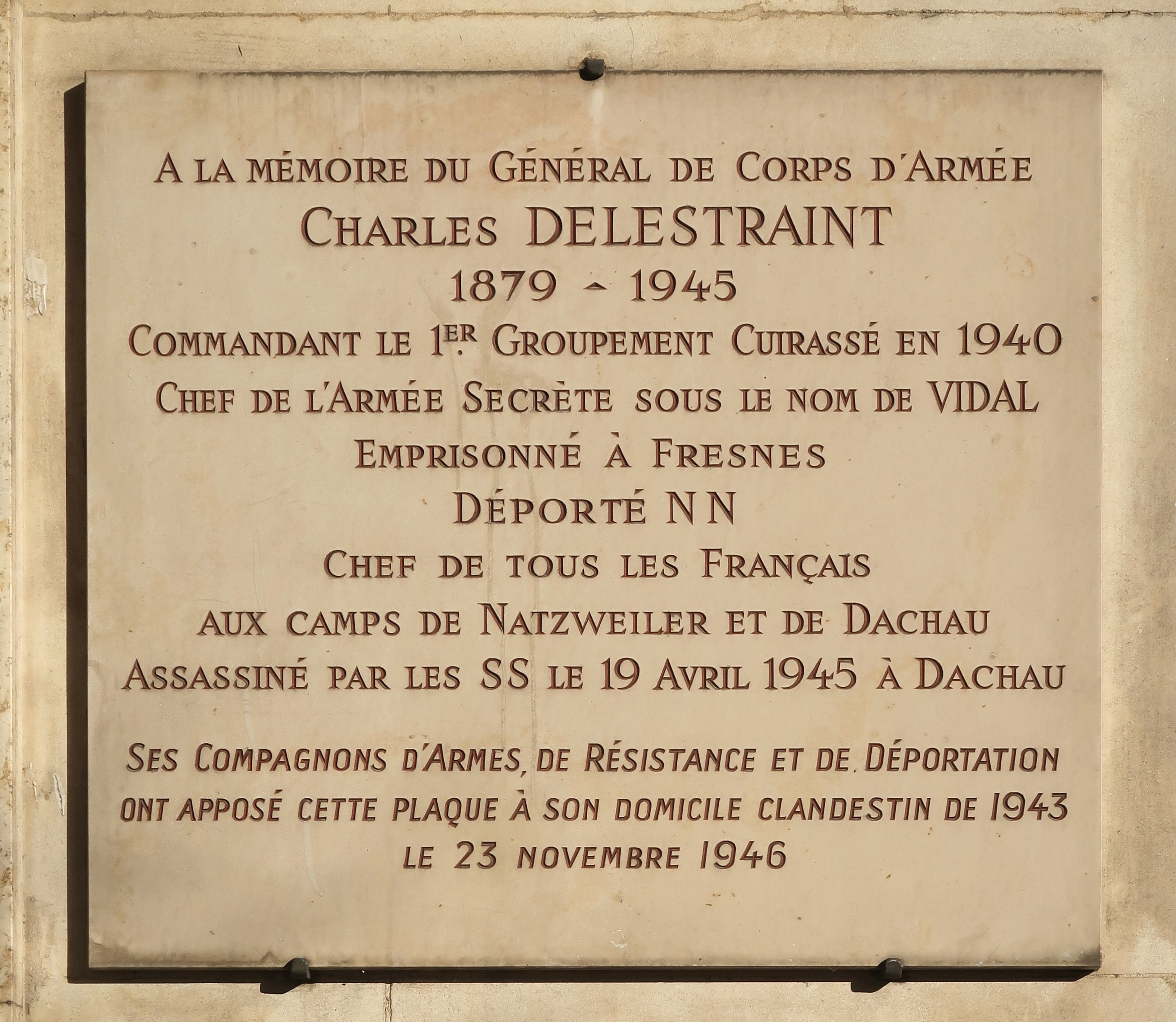
Plaque au no 35 boulevard Murat (Paris).

## Télévision
- 1977 : Les Dossiers de l'écran, joué par Daniel Milgram
- 2002 : Jean Moulin, joué par Philippe Magnan
- 2003 : Jean Moulin, une affaire française, joué par Bernard Fresson